# Museo del brigantaggio e dell'Unità d'Italia
Il Museo del brigantaggio e dell'Unità d'Italia è un museo collocato nel palazzo Colelli di Sante Marie (AQ) in Abruzzo. 

## Storia

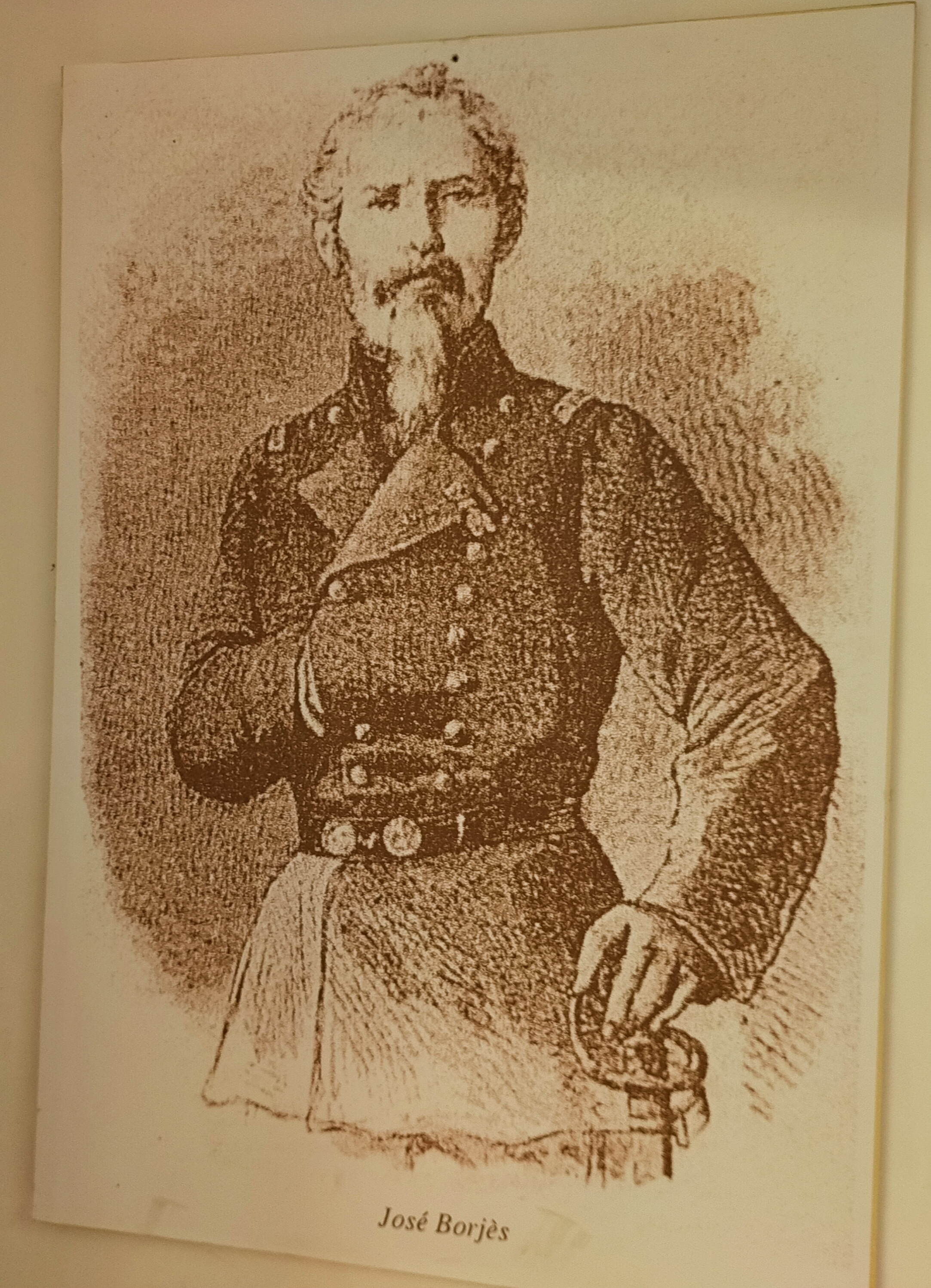
Illustrazione del 1862 raffigurante José Borjes

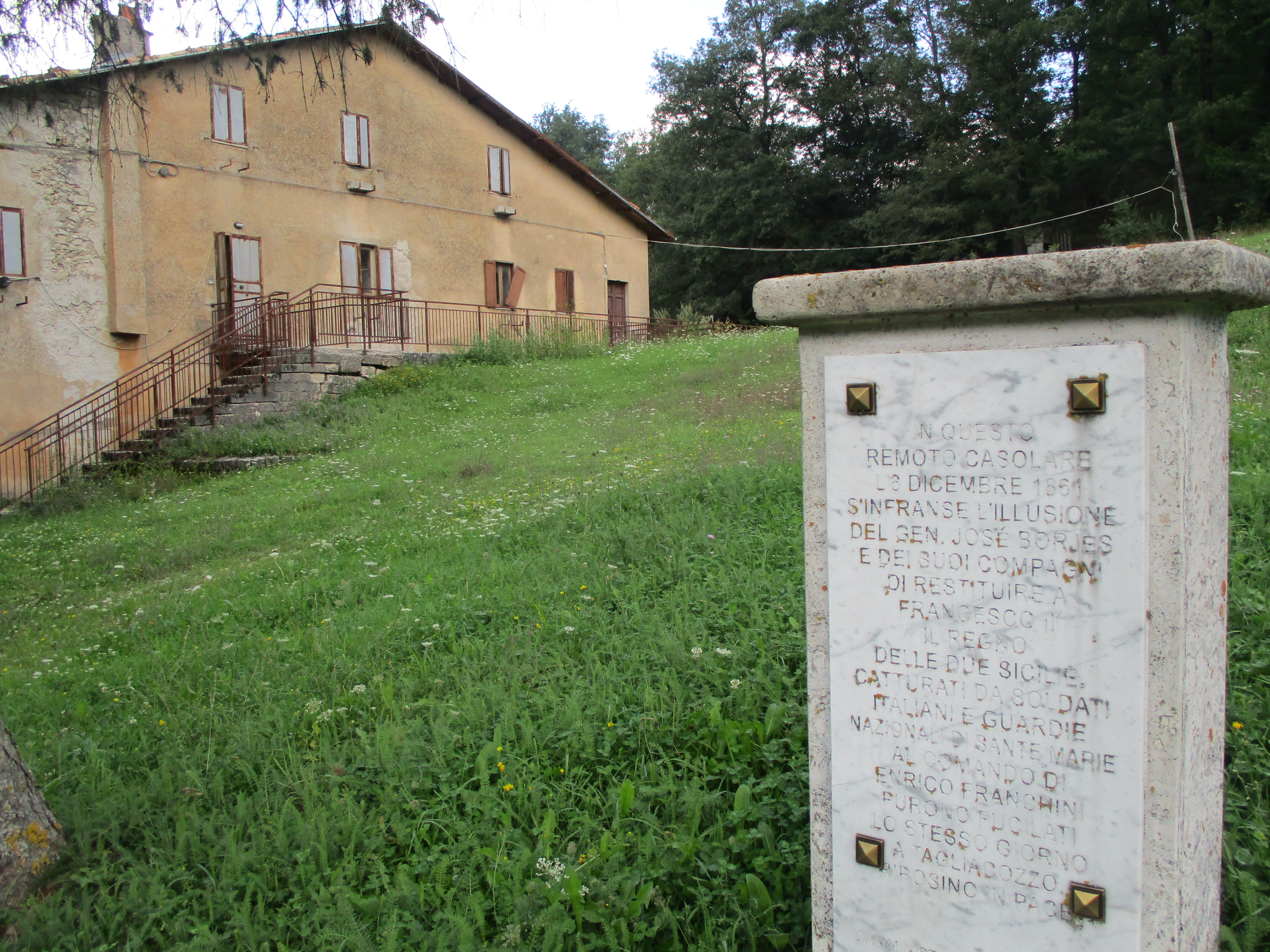
La cascina Mastroddi, teatro nel 1861 della cattura di Borjes

La sede museale, dedicata al brigantaggio e all'Unità d'Italia è situata nel settecentesco palazzo Colelli di Sante Marie, comune abruzzese dove nel dicembre del 1861, pochi mesi dopo la proclamazione del Regno d'Italia, venne catturato il generale catalano José Borjes inviato nelle regioni dell'oramai ex Regno delle Due Sicilie da Francesco II di Borbone nel tentativo di riconquistare i territori perduti. La cattura di Borjes e dei suoi uomini, per delazione di alcuni abitanti della zona, avvenne nella cascina Mastroddi in val di Luppa, tra Sante Marie e la frazione di Castelvecchio. Poche ore dopo questi vennero fucilati nella piazza dell'Obelisco a Tagliacozzo. Tuttavia i territori della Marsica e del Cicolano continuarono ad essere al centro delle vicende legate al brigantaggio postuntario almeno fino al 1870, anno della presa di Roma.
L'inaugurazione del museo risale al 2008 dopo i lavori di ristrutturazione del palazzo storico dei Colelli promossi dalla Regione Abruzzo e dalla Comunità montana Marsica 1. Per l'allestimento museale hanno collaborato l'Archivio di Stato dell'Aquila e la sezione di Archivio di Stato di Avezzano. Le donazioni di numerosi cittadini, tra questi Gianvincenzo Sforza di Celano, hanno arricchito la dotazione museale. Il museo di Sante Marie rappresenta il punto di partenza della prima tappa del cammino dei Briganti, ufficialmente inaugurato nel 2016.

## Descrizione
Le teche e gli ambienti disposti su più sale del palazzo storico ospitano i beni in dotazione come i documenti storici relativi al brigantaggio pre e postunitario e all'Unità d'Italia, i biglietti di ricatto dei briganti, i fucili dell'epoca, le macchine fotografiche in dote alle guardie nazionali, le divise e gli accessori militari e le diverse fotografie di briganti, alcuni dei quali appartenuti alla banda di Cartòre, di cui uno dei capobanda fu Berardino Viola. Una sezione è riservata alle brigantesse. Altre sale del palazzo ospitano il museo multimediale di astrofisica.